# China Railways SS8
Az China Railways SS8 sorozat egy kínai 25 kV 50 Hz-es váltakozó áramú, Bo'Bo' tengelyelrendezésű villamosmozdony-sorozat. A China Railways üzemelteti. Összesen 245 db készült belőle a Zhuzhou Electric Locomotive Works gyárában.
Ezek a mozdonyokat csak a Jingguang vonalon használják, Peking Nyugati pályaudvar és Kanton, Kuangtung között.
Az SS8 a China Railways SS5-ön alapul, ebből a típusból fejlesztette ki és építette a CSR Zhuzhou Electric Locomotive Works. Összesen 245 (0001-0243, 2001-2002) SS8-at építettek 1994 és 2001 között. A tömegtermelés 1997-ben kezdődött.
1998. Június 24-én az SS8-0001 pályaszámú mozdony megdöntötte a kínai vasúti sebességi rekordot, csúcssebessége 240 km/h volt. A tesztet Xuchang és Xiaoshangqiao között végezték.